# Promenaea microptera
Promenaea microptera är en orkidéart som beskrevs av Heinrich Gustav Reichenbach. Promenaea microptera ingår i släktet Promenaea och familjen orkidéer. Inga underarter finns listade i Catalogue of Life.